# Труло (Рим)
Труло је насеље у Италији у округу Рим, региону Лацио.
Према процени из 2011. у насељу је живело 220 становника. Насеље се налази на надморској висини од 265 м.